# Bring Me Down
Bring Me Down è il secondo singolo della cantante country statunitense Miranda Lambert. Lanciato nell'aprile del 2005, il singolo, come il precedente, non ha ottenuto un grande successo: è arrivato sino alla posizione 32 della classifica delle canzoni country americane, ma non è mai entrato nella classifica principale, la Billboard Hot 100.

## Classifiche
| Classifica (2004)                | Posizione massima |
| -------------------------------- | ----------------- |
| U.S. Billboard Hot Country Songs | 32                |